# NGC 3225
NGC 3225 este o emission-line galaxy⁠(d) situată în constelația Ursa Mare. A fost descoperită în 8 aprilie 1793 de către William Herschel. Se află la o distanță de 44,26 de megaparseci de Pământ.